# Liste der Nummer-eins-Hits in Frankreich (2002)
Diese Liste enthält alle Nummer-eins-Hits in Frankreich im Jahr 2002. In diesem Jahr gab es 15 unterschiedliche Nummer-eins-Singles und 14 verschiedene Nummer-eins-Alben.

## Singles
| ← 2001 ← | Liste der Nummer-eins-Hits in Frankreich | Liste der Nummer-eins-Hits in Frankreich | Liste der Nummer-eins-Hits in Frankreich                                   | 2003 → |
| \| Zeitraum \| Wo. ges. \| Interpret \| Titel Autor(en) \| Zusätzliche Informationen \| \| (Zeitraum, Wochen auf Platz eins, Interpret, Titel, Autor[en], zusätzliche Informationen) \| \| \| \| \| \| ----------------------------------------------------------------------------------------- \| -------- \| -------------------------------------- \| -------------------------------------------------------------------------- \| ------------------------------------------------------------------------------------------------------------------------------------------------------------------------------------------------------------------------------------- \| \| 8. Dezember 2001 – 8. Februar 2002 9 Wochen \| 9 \| Star Academy \| La musique Barry Mann, Cynthia Weil, FB Cool, SDO, Anne Gregory \| – \| \| 9. Februar 2002 – 22. Februar 2002 2 Wochen \| 2 \| Olivia Ruiz, Jenifer & Carine Haddadou \| Gimme! Gimme! Gimme! (A Man After Midnight) Benny Andersson, Björn Ulvaeus \| Die drei Sängerinnen waren die Finalteilnehmer der französischen Castingshow Star Academy, in dessen Rahmen das Lied veröffentlicht wurde. \| \| 23. Februar 2002 – 8. März 2002 2 Wochen \| 2 \| Marc Lavoine & Christina Marocco \| J'ai tout oublié Marc Lavoine, Georges Lunghini \| J'ai tout oublié ist der erste und bisher einzige Nummer-eins-Hit von Marc Lavoine in den französischen Singlecharts. \| \| 9. März 2002 – 29. März 2002 3 Wochen \| 3 \| Rohff \| Qui est l'exemple? Housni Mkouboi \| – \| \| 30. März 2002 – 26. April 2002 4 Wochen \| 4 \| Shakira \| Whenever, Wherever Gloria Estefan, Tim Mitchell, Shakira \| – \| \| 27. April 2002 – 3. Mai 2002 1 Woche \| 1 \| Johnny Hallyday \| Tous ensemble Michel Sanchez, Catherine Lara, Adrien Blaise, Thierry Eliez \| – \| \| 4. Mai 2002 – 14. Juni 2002 6 Wochen (insgesamt 10) \| 10 \| Bratisla Boys \| Stach Stach Michaël Youn, Vincent Desagnat, Benjamin Morgaine \| Hinter dem Projekt Bratisla Boys stehen die französischen Komiker Michaël Youn, Vincent Desagnat und Benjamin Morgaine, welche für den Unterhaltungsteil des Morgenprogramms Morning Live des Fernsehsenders M6 verantwortlich waren. \| \| 16. Juni 2002 – 5. Juli 2002 3 Wochen \| 3 \| Marlène & Phil Barney \| Un enfant de toi Pierre Zito, Phil Barney \| – \| \| 6. Juli 2002 – 12. Juli 2002 1 Woche (insgesamt 10) \| 10 \| Bratisla Boys \| Stach Stach Michaël Youn, Vincent Desagnat, Benjamin Morgaine \| – \| \| 13. Juli 2002 – 19. Juli 2002 1 Woche \| 1 \| Félicien \| Cum-Cum Mania Thierry Dauga \| Félicien Taris war Teilnehmer der zweiten Staffel der französischen Reality-Show Loft Story. \| \| 20. Juli 2002 – 26. Juli 2002 1 Woche \| 1 \| Indochine \| J'ai demandé à la lune Mickaël Furnon \| J'ai demandé à la lune war die erste Nummer-eins-Single für Indochine. \| \| 27. Juli 2002 – 16. August 2002 3 Wochen (insgesamt 10) \| 10 \| Bratisla Boys \| Stach Stach Michaël Youn, Vincent Desagnat, Benjamin Morgaine \| – \| \| 17. August 2002 – 13. September 2002 4 Wochen \| 4 \| MC Solaar \| Inch'allah Claude M'Barali, Eric K-Roz, Alain J \| – \| \| 14. September 2002 – 15. November 2002 9 Wochen (insgesamt 11) \| 11 \| Las Ketchup \| The Ketchup Song (Aserejé) Manuel Ruiz, Manny Benito \| Der Song wurde bis heute in Frankreich über 750.000 mal, wofür er eine diamantene Schallplatte erhielt. \| \| 16. November 2002 – 22. November 2002 1 Woche (insgesamt 3) \| 3 \| Johnny Hallyday \| Marie Gérald de Palmas \| Marie ist bereits der zweite Nummer-eins-Hit 2002 für Johnny Hallyday in Frankreich. \| \| 23. November 2002 – 29. November 2002 1 Woche (insgesamt 11) \| 11 \| Las Ketchup \| The Ketchup Song (Aserejé) Manuel Ruiz, Manny Benito \| – \| \| 30. November 2002 – 6. Dezember 2002 1 Woche \| 1 \| Whatfor \| Plus haut Laurent Lescarret, Yann Macé, Luc Leroy \| Die Band Whatfor ging aus der zweiten Staffel der französischen Version von Popstars hervor. \| \| 7. Dezember 2002 – 13. Dezember 2002 1 Woche (insgesamt 11) \| 11 \| Las Ketchup \| The Ketchup Song (Aserejé) Manuel Ruiz, Manny Benito \| – \| \| 14. Dezember 2002 – 27. Dezember 2002 2 Wochen (insgesamt 3) \| 3 \| Johnny Hallyday \| Marie Gérald de Palmas \| Marie ist bereits der zweite Nummer-eins-Hit 2002 für Johnny Hallyday in Frankreich. \| \| 14. Dezember 2002 – 31. Januar 2003 7 Wochen \| 7 \| Star Academy 2 \| Paris Latino Carlos Perez, José Perez \| – \| |                                          |                                          |                                                                            | |
| ← 2001 |                                          |                                          |                                                                            | → 2003 → |
| Zeitraum | Wo. ges.                                 | Interpret                                | Titel Autor(en)                                                            | Zusätzliche Informationen |
| (Zeitraum, Wochen auf Platz eins, Interpret, Titel, Autor[en], zusätzliche Informationen) |                                          |                                          |                                                                            | |
| 8. Dezember 2001 – 8. Februar 2002 9 Wochen | 9                                        | Star Academy                             | La musique Barry Mann, Cynthia Weil, FB Cool, SDO, Anne Gregory            | – |
| 9. Februar 2002 – 22. Februar 2002 2 Wochen | 2                                        | Olivia Ruiz, Jenifer & Carine Haddadou   | Gimme! Gimme! Gimme! (A Man After Midnight) Benny Andersson, Björn Ulvaeus | Die drei Sängerinnen waren die Finalteilnehmer der französischen Castingshow Star Academy, in dessen Rahmen das Lied veröffentlicht wurde.                                                                                            |
| 23. Februar 2002 – 8. März 2002 2 Wochen | 2                                        | Marc Lavoine & Christina Marocco         | J'ai tout oublié Marc Lavoine, Georges Lunghini                            | J'ai tout oublié ist der erste und bisher einzige Nummer-eins-Hit von Marc Lavoine in den französischen Singlecharts. |
| 9. März 2002 – 29. März 2002 3 Wochen | 3                                        | Rohff                                    | Qui est l'exemple? Housni Mkouboi                                          | – |
| 30. März 2002 – 26. April 2002 4 Wochen | 4                                        | Shakira                                  | Whenever, Wherever Gloria Estefan, Tim Mitchell, Shakira                   | – |
| 27. April 2002 – 3. Mai 2002 1 Woche | 1                                        | Johnny Hallyday                          | Tous ensemble Michel Sanchez, Catherine Lara, Adrien Blaise, Thierry Eliez | – |
| 4. Mai 2002 – 14. Juni 2002 6 Wochen (insgesamt 10) | 10                                       | Bratisla Boys                            | Stach Stach Michaël Youn, Vincent Desagnat, Benjamin Morgaine              | Hinter dem Projekt Bratisla Boys stehen die französischen Komiker Michaël Youn, Vincent Desagnat und Benjamin Morgaine, welche für den Unterhaltungsteil des Morgenprogramms Morning Live des Fernsehsenders M6 verantwortlich waren. |
| 16. Juni 2002 – 5. Juli 2002 3 Wochen | 3                                        | Marlène & Phil Barney                    | Un enfant de toi Pierre Zito, Phil Barney                                  | – |
| 6. Juli 2002 – 12. Juli 2002 1 Woche (insgesamt 10) | 10                                       | Bratisla Boys                            | Stach Stach Michaël Youn, Vincent Desagnat, Benjamin Morgaine              | – |
| 13. Juli 2002 – 19. Juli 2002 1 Woche | 1                                        | Félicien                                 | Cum-Cum Mania Thierry Dauga                                                | Félicien Taris war Teilnehmer der zweiten Staffel der französischen Reality-Show Loft Story. |
| 20. Juli 2002 – 26. Juli 2002 1 Woche | 1                                        | Indochine                                | J'ai demandé à la lune Mickaël Furnon                                      | J'ai demandé à la lune war die erste Nummer-eins-Single für Indochine. |
| 27. Juli 2002 – 16. August 2002 3 Wochen (insgesamt 10) | 10                                       | Bratisla Boys                            | Stach Stach Michaël Youn, Vincent Desagnat, Benjamin Morgaine              | – |
| 17. August 2002 – 13. September 2002 4 Wochen | 4                                        | MC Solaar                                | Inch'allah Claude M'Barali, Eric K-Roz, Alain J                            | – |
| 14. September 2002 – 15. November 2002 9 Wochen (insgesamt 11) | 11                                       | Las Ketchup                              | The Ketchup Song (Aserejé) Manuel Ruiz, Manny Benito                       | Der Song wurde bis heute in Frankreich über 750.000 mal, wofür er eine diamantene Schallplatte erhielt. |
| 16. November 2002 – 22. November 2002 1 Woche (insgesamt 3) | 3                                        | Johnny Hallyday                          | Marie Gérald de Palmas                                                     | Marie ist bereits der zweite Nummer-eins-Hit 2002 für Johnny Hallyday in Frankreich. |
| 23. November 2002 – 29. November 2002 1 Woche (insgesamt 11) | 11                                       | Las Ketchup                              | The Ketchup Song (Aserejé) Manuel Ruiz, Manny Benito                       | – |
| 30. November 2002 – 6. Dezember 2002 1 Woche | 1                                        | Whatfor                                  | Plus haut Laurent Lescarret, Yann Macé, Luc Leroy                          | Die Band Whatfor ging aus der zweiten Staffel der französischen Version von Popstars hervor. |
| 7. Dezember 2002 – 13. Dezember 2002 1 Woche (insgesamt 11) | 11                                       | Las Ketchup                              | The Ketchup Song (Aserejé) Manuel Ruiz, Manny Benito                       | – |
| 14. Dezember 2002 – 27. Dezember 2002 2 Wochen (insgesamt 3) | 3                                        | Johnny Hallyday                          | Marie Gérald de Palmas                                                     | Marie ist bereits der zweite Nummer-eins-Hit 2002 für Johnny Hallyday in Frankreich. |
| 14. Dezember 2002 – 31. Januar 2003 7 Wochen | 7                                        | Star Academy 2                           | Paris Latino Carlos Perez, José Perez                                      | – |

## Alben
| ← 2001 ← | Liste der Nummer-eins-Hits in Frankreich | Liste der Nummer-eins-Hits in Frankreich | Liste der Nummer-eins-Hits in Frankreich | 2003 → |
| \| Zeitraum \| Wo. ges. \| Interpret \| Titel \| Zusätzliche Informationen \| \| (Zeitraum, Wochen auf Platz eins, Interpret, Titel, zusätzliche Informationen) \| \| \| \| \| \| ------------------------------------------------------------------------------ \| -------- \| --------------- \| ------------------------------ \| ------------------------------------------------------------------------------------------------------------------------- \| \| 15. Dezember 2001 – 4. Januar 2002 3 Wochen \| 3 \| L5 \| L5 \| – \| \| 5. Januar 2002 – 22. Februar 2002 7 Wochen \| 7 \| Star Academy 1 \| L'album \| – \| \| 23. Februar 2002 – 29. März 2002 5 Wochen \| 5 \| Les Enfoirés \| 2002: Tous dans le même bateau \| Dies war bereits das dritte Nummer-eins-Album für die französische Wohltätigkeitsgruppe Les Enfoirés. \| \| 30. März 2002 – 19. April 2002 3 Wochen (insgesamt 4) \| 4 \| Céline Dion \| A New Day Has Come \| A New Day Has Come war das fünfte Nummer-eins-Album Dions in Frankreich. \| \| 20. April 2002 – 3. Mai 2002 2 Wochen (insgesamt 3) \| 3 \| Lynda Lemay \| Les lettres rouges \| – \| \| 4. Mai 2002 – 10. Mai 2002 1 Woche (insgesamt 4) \| 4 \| Céline Dion \| A New Day Has Come \| – \| \| 11. Mai 2002 – 17. Mai 2002 1 Woche (insgesamt 3) \| 3 \| Lynda Lemay \| Les lettres rouges \| – \| \| 18. Mai 2002 – 31. Mai 2002 2 Wochen \| 2 \| Moby \| 18 \| – \| \| 1. Juni 2002 – 21. Juni 2002 3 Wochen (insgesamt 5) \| 5 \| Renaud \| Boucan d'enfer \| – \| \| 22. Juni 2002 – 23. August 2002 9 Wochen (insgesamt 11) \| 11 \| Patrick Bruel \| Entre-deux… \| – \| \| 24. August 2002 – 6. September 2002 2 Wochen (insgesamt 5) \| 5 \| Renaud \| Boucan d'enfer \| – \| \| 7. September 2002 – 20. September 2002 2 Wochen (insgesamt 11) \| 11 \| Patrick Bruel \| Entre-deux… \| – \| \| 21. September 2002 – 4. Oktober 2002 2 Wochen (insgesamt 4) \| 4 \| Lorie \| Tendrement \| – \| \| 5. Oktober 2002 – 11. Oktober 2002 1 Woche \| 1 \| L5 \| Retiens-moi \| Retiens-moi ist das zweite Studioalbum der Castingband L5, welche Platz 1 der französischen Albumcharts erreichen konnte. \| \| 12. Oktober 2002 – 25. Oktober 2002 2 Wochen (insgesamt 4) \| 4 \| Lorie \| Tendrement \| – \| \| 26. Oktober 2002 – 1. November 2002 1 Woche \| 1 \| Alain Bashung \| L'imprudence \| – \| \| 2. November 2002 – 8. November 2002 1 Woche \| 1 \| Star Academy 2 \| Chante Michael Berger \| – \| \| 9. November 2002 – 6. Dezember 2002 4 Wochen (insgesamt 5) \| 5 \| Johnny Hallyday \| À la vie à la mort! \| – \| \| 7. Dezember 2002 – 13. Dezember 2002 1 Woche (insgesamt 6) \| 6 \| Star Academy 2 \| Fait sa boum \| – \| \| 14. Dezember 2002 – 20. Dezember 2002 1 Woche (insgesamt 5) \| 5 \| Johnny Hallyday \| À la vie à la mort! \| – \| \| 21. Dezember 2002 – 24. Januar 2003 5 Wochen (insgesamt 6) \| 6 \| Star Academy 2 \| Fait sa boum \| – \| |                                          |                                          |                                          | |
| ← 2001 |                                          |                                          |                                          | → 2003 → |
| Zeitraum | Wo. ges.                                 | Interpret                                | Titel                                    | Zusätzliche Informationen                                                                                                 |
| (Zeitraum, Wochen auf Platz eins, Interpret, Titel, zusätzliche Informationen) |                                          |                                          |                                          | |
| 15. Dezember 2001 – 4. Januar 2002 3 Wochen | 3                                        | L5                                       | L5                                       | – |
| 5. Januar 2002 – 22. Februar 2002 7 Wochen | 7                                        | Star Academy 1                           | L'album                                  | – |
| 23. Februar 2002 – 29. März 2002 5 Wochen | 5                                        | Les Enfoirés                             | 2002: Tous dans le même bateau           | Dies war bereits das dritte Nummer-eins-Album für die französische Wohltätigkeitsgruppe Les Enfoirés.                     |
| 30. März 2002 – 19. April 2002 3 Wochen (insgesamt 4) | 4                                        | Céline Dion                              | A New Day Has Come                       | A New Day Has Come war das fünfte Nummer-eins-Album Dions in Frankreich.                                                  |
| 20. April 2002 – 3. Mai 2002 2 Wochen (insgesamt 3) | 3                                        | Lynda Lemay                              | Les lettres rouges                       | – |
| 4. Mai 2002 – 10. Mai 2002 1 Woche (insgesamt 4) | 4                                        | Céline Dion                              | A New Day Has Come                       | – |
| 11. Mai 2002 – 17. Mai 2002 1 Woche (insgesamt 3) | 3                                        | Lynda Lemay                              | Les lettres rouges                       | – |
| 18. Mai 2002 – 31. Mai 2002 2 Wochen | 2                                        | Moby                                     | 18                                       | – |
| 1. Juni 2002 – 21. Juni 2002 3 Wochen (insgesamt 5) | 5                                        | Renaud                                   | Boucan d'enfer                           | – |
| 22. Juni 2002 – 23. August 2002 9 Wochen (insgesamt 11) | 11                                       | Patrick Bruel                            | Entre-deux…                              | – |
| 24. August 2002 – 6. September 2002 2 Wochen (insgesamt 5) | 5                                        | Renaud                                   | Boucan d'enfer                           | – |
| 7. September 2002 – 20. September 2002 2 Wochen (insgesamt 11) | 11                                       | Patrick Bruel                            | Entre-deux…                              | – |
| 21. September 2002 – 4. Oktober 2002 2 Wochen (insgesamt 4) | 4                                        | Lorie                                    | Tendrement                               | – |
| 5. Oktober 2002 – 11. Oktober 2002 1 Woche | 1                                        | L5                                       | Retiens-moi                              | Retiens-moi ist das zweite Studioalbum der Castingband L5, welche Platz 1 der französischen Albumcharts erreichen konnte. |
| 12. Oktober 2002 – 25. Oktober 2002 2 Wochen (insgesamt 4) | 4                                        | Lorie                                    | Tendrement                               | – |
| 26. Oktober 2002 – 1. November 2002 1 Woche | 1                                        | Alain Bashung                            | L'imprudence                             | – |
| 2. November 2002 – 8. November 2002 1 Woche | 1                                        | Star Academy 2                           | Chante Michael Berger                    | – |
| 9. November 2002 – 6. Dezember 2002 4 Wochen (insgesamt 5) | 5                                        | Johnny Hallyday                          | À la vie à la mort!                      | – |
| 7. Dezember 2002 – 13. Dezember 2002 1 Woche (insgesamt 6) | 6                                        | Star Academy 2                           | Fait sa boum                             | – |
| 14. Dezember 2002 – 20. Dezember 2002 1 Woche (insgesamt 5) | 5                                        | Johnny Hallyday                          | À la vie à la mort!                      | – |
| 21. Dezember 2002 – 24. Januar 2003 5 Wochen (insgesamt 6) | 6                                        | Star Academy 2                           | Fait sa boum                             | – |